# Чемпіонат Європи з фігурного катання 1908
18 січня 1908 року у Варшаві відбувся Чемпіонат Європи з фігурного катання. У той час Варшава була частиною Російської імперії. Елітні фігуристи змагалися за звання чемпіона Європи в категорії чоловічого поодинокого катання.

## Результати
| № | Ім'я                  | Місця |
| - | --------------------- | ----- |
| 1 | Ернст Герц            | 5     |
| 2 | Микола Панін          | 10    |
| 3 | Стефан Пшеджимірський | 15    |

Судді:
- K. Бевенсі
- Людвіг Феннер
- З. Гебель
- С. Уленєцький
- Пьотр Вериго